# Walter Gerlach
Walter Gerlach (ur. 1 sierpnia 1889 w Biebrich, zm. 10 sierpnia 1979 w Monachium) – niemiecki fizyk, który wraz z Otto Sternem odkrył w roku 1922 zjawisko kwantyzacji spinu w doświadczeniu noszącym dziś nazwę eksperymentu Sterna-Gerlacha. Podejrzewany przez aliantów o prace nad bombą atomową był po wojnie przesłuchiwany w Wielkiej Brytanii.
Studiował fizykę i filozofię w Tybindze, uzyskał doktorat w 1912, habilitację w 1916 pod kierunkiem Friedricha Paschena. Po odbyciu służby wojskowej w latach 1915–1918 kierował laboratorium fizycznym w przemyśle chemicznym. W 1924 mianowany następcą Paschena w Tybindze, profesor w Monachium od 1929 aż do swojej śmierci, z przerwą polityczną w latach 1946–1948 na Uniwersytecie w Bonn. W 1970 otrzymał Pour le Mérite za Naukę i Sztukę.